# Курвијер
Курвијер (фр. Courvières) насеље је и општина у источној Француској у региону Франш-Конте, у департману Ду која припада префектури Понтарлије.
По подацима из 2011. године у општини је живело 267 становника, а густина насељености је износила 24,41 становника/km². Општина се простире на површини од 10,94 km². Налази се на средњој надморској висини од 835 метара (максималној 870 m, а минималној 802 m).

## Демографија
| 1962. | 1968. | 1975. | 1982. | 1990. | 1999. | 2011. |
| ----- | ----- | ----- | ----- | ----- | ----- | ----- |
| 192   | 215   | 182   | 194   | 233   | 266   | 267   |

График промене броја становника у току последњих година